# Stazione di Londra Paddington
La stazione di Londra Paddington (in inglese London Paddington) è una delle principali stazioni ferroviarie di Londra sita nel quartiere di Paddington, da cui prende il nome. È aperta 24 ore al giorno, e serve da testa ai treni in direzione ovest.
È una stazione storica, essendo stata capolinea della Great Western Railway sin dal 1838. Gran parte delle strutture attuali della stazione risalgono al 1854 e vennero disegnate da Isambard Kingdom Brunel. Questa fu anche la prima stazione capolinea della Metropolitana di Londra nel 1863, quando era il terminal della Metropolitan and Metropolitan District Railways, la prima metropolitana ad essere stata costruita al mondo.
Nonostante la sua storicità e la necessità di preservare la sua antichità, essa è stata recentemente ristrutturata utilizzando delle architetture moderne ed è divenuta il terminal della linea Heathrow Express, servizio diretto con il Heathrow Airport che si integra nel servizio di Crossrail, il passante ferroviario della capitale britannica di cui Paddington è la stazione di porta occidentale. La stazione si trova nella zona 1 dei trasporti di Londra.

## Ubicazione
Il complesso della stazione è costituito da un isolato lungo e sottile delimitato da Praed Street nella parte anteriore e Bishop's Bridge Road in quella posteriore. Il lato ovest è parallelo alla Eastbourne Terrace mentre quello est è delimitato dal ramo di Paddington del Grand Union Canal. La stazione delle linee principali è ubicata in una trincea poco profonda oscurata dal complesso alberghiero posto di fronte ad essa, ma può facilmente essere vista dagli altri tre lati.
La stazione è ubicata in una strada molto stretta e nessuna delle strade che le sono intorno è una via di grande comunicazione. L'area circostante è essenzialmente residenziale ed in essa sono ubicati molti degli alberghi di Londra. Fino a poco tempo fa essa aveva pochi edifici adibiti ad uffici e gran parte del traffico pendolare orbitante sulla stazione veniva smistato sulle stazioni della Metropolitana di Londra comunicanti con quella del National Rail per raggiungere il West End o la City. Recentemente, a seguito della ristrutturazione della zona, sono stati costruiti diversi edifici destinati ad uffici.

## Stazione National Rail

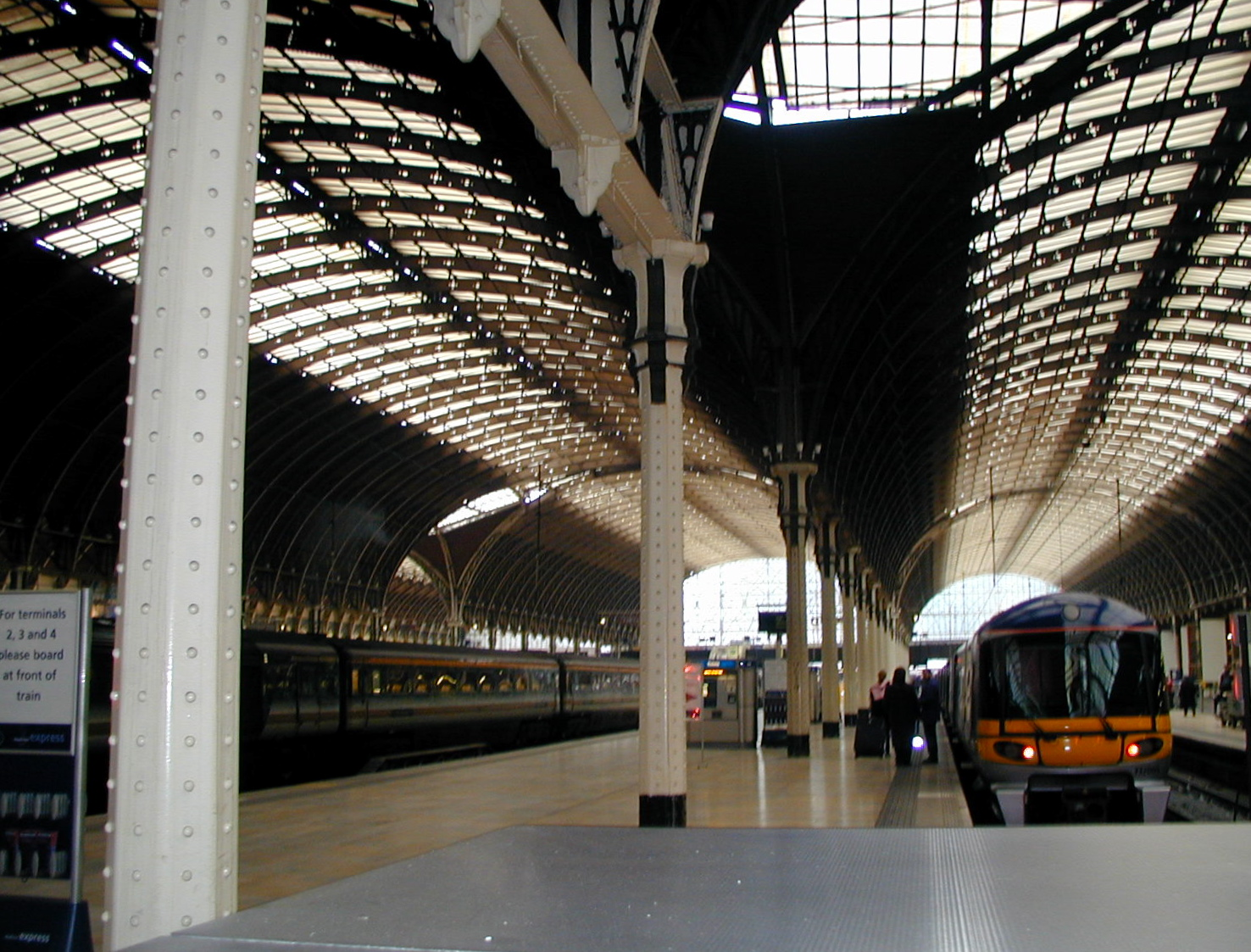
Paddington Station

La stazione del National Rail è ufficialmente chiamata London Paddington, un nome usato comunemente fuori Londra, ma raramente dai londinesi. Parte della stazione, risale al 1854, quando venne costruita, su progetto di Isambard Kingdom Brunel, come capolinea della Great Western Railway. Oggi è una delle venti stazioni del Regno Unito ad essere gestite dal Network Rail.

### Storia
La prima stazione aperta a Paddington fu il capolinea temporaneo della Great Western Railway sul lato ovest di Bishop's Bridge Road. Il primo collegamento realizzato dalla GWR da Londra per Taplow, vicino Maidenhead, iniziò nel 1838. Dopo l'apertura della stazione principale nel 1854, essa divenne un deposito merci. Dopo un lungo periodo nel quale venne lasciato in abbandono, esso è stato recentemente riutilizzato per la costruzione di un complesso residenziale e commerciale chiamato Paddington Waterside.

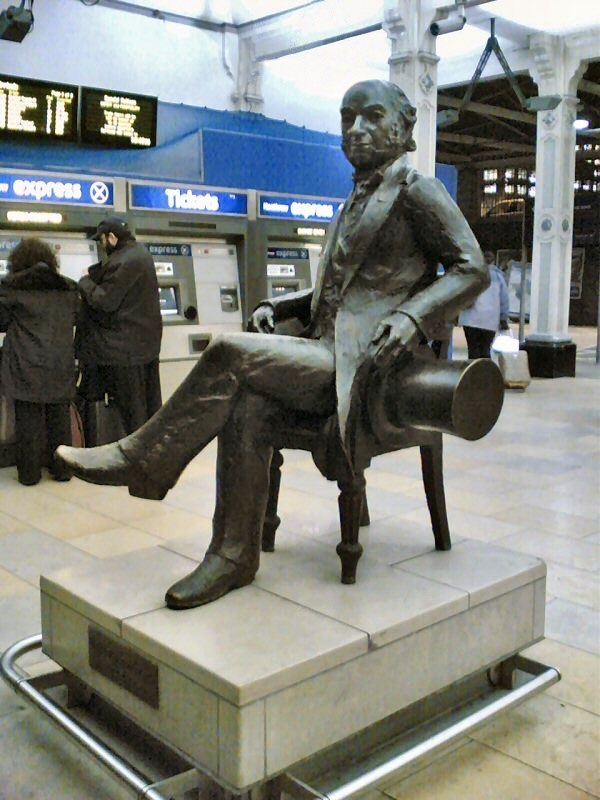
Statua di Isambard Kingdom Brunel, il progettista della stazione.

La stazione principale di Paddington, fra Bishops Bridge Road e Praed Street venne progettata da Isambard Kingdom Brunel al quale venne poi dedicata una statua posta all'interno della stazione. Il tetto è sostenuto da tre file di pilastri in ferro distanziati fra loro rispettivamente 20,70 m, 31,20 m, 21,30 m ed è lungo 213 m.
Il Great Western Hotel, venne costruito su Praed Street di fronte all'ingresso della stazione fra il 1851 ed il 1854. La stazione venne sensibilmente ampliata fra il 1906 ed il 1915 realizzando una quarta arcata larga 33 m, parallela alle tre precedenti.

### La stazione oggi
La stazione di Paddington possiede 14 binari, numerati da 1 a 14 da ovest ad est. Quelli da 1 a 8 sono ubicati sotto le tre arcate originali e quelli da 9 a 12 sotto la quarta arcata costruita successivamente. I binari 13 e 14 sono ubicati nella vecchia stazione Bishops Bridge station. Parallelamente a questi esistono due binari passanti numerati 15 e 16, usati dalla linea Hammersmith & City Line della Metropolitana di Londra (vedi la voce dedicata).

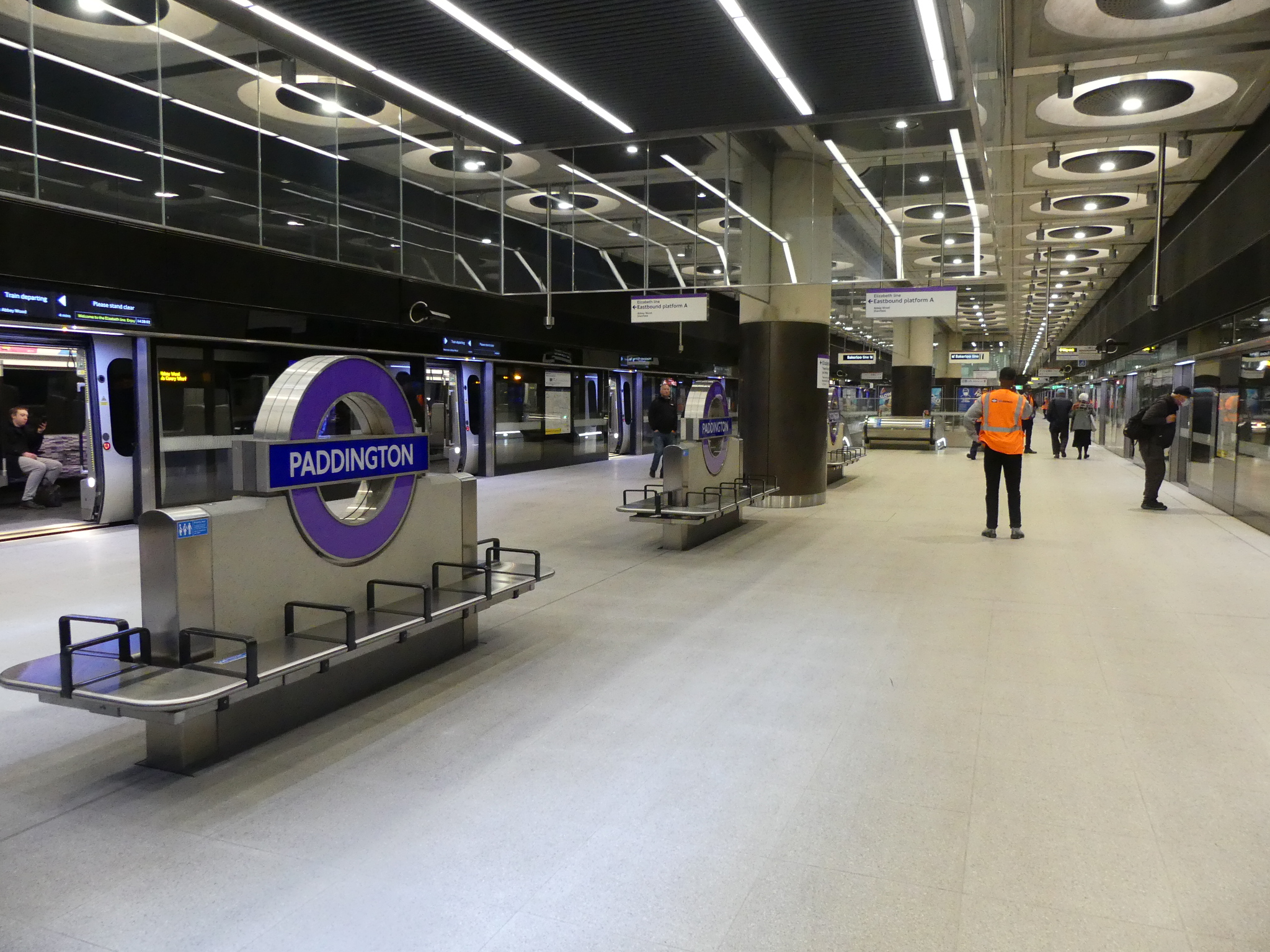
La stazione sotterranea

I binari 6 e 7 sono dedicati all'Heathrow Express, e quelli 13 e 14 possono essere usati soltanto da treni a 2 o 3 carrozze, impiegati per i servizi locali. Tutti gli altri possono essere adoperati per ogni tipologia di convoglio. In linea di massima, comunque, la tendenza è di usare i binari occidentali per le linee a lunga distanza e quelli orientali per i treni locali e TfL, che ha sostituito l'Heathrow Connect.
L'area fra il retro del Great Western Hotel e l'atrio della stazione è nota come The Lawn. Essa era un tempo scoperta ma venne poi successivamente annessa alla stazione. Questa parte comunque è stata recentemente ristrutturata con il rifacimento della copertura e separata dall'atrio della stazione tramite una parete in cristallo. Essa è ora contornata da negozi, bar e ristoranti a più livelli
Esistono dei tornelli per il controllo dei biglietti ai binari 2-5 e 10-16.

### Linee
Paddington è la stazione capolinea per i treni a lunga percorrenza, gestiti dalla Great Western Railway, per Bristol, Bath, Gloucester, Worcester, Hereford, Exeter, Torquay, Plymouth, Truro e Penzance nell'ovest, e Newport, Cardiff e Swansea nel sud del Galles. Essa è anche impiegata come capolinea di treni locali per la zona ovest della Greater London e per la Valle del Tamigi, per esempio Oxford. Due linee collegano l'Aeroporto di Heathrow; l'Heathrow Express collegamento senza fermate intermedie, e i treni Elisabetta sulla stessa linea ma con diverse fermate intermedie. Paddington è anche una stazione alternativa per i treni per Birmingham, usata quando la stazione di London Marylebone non è operativa per motivi diversi e per una corsa giornaliera diretta.

## Stazione Crossrail
È stata costruita una nuova stazione della linea Elizabeth Line sotto la stazione di Paddington, che collega questo nuovo servizio sia alle linee principali che alla metropolitana. Il servizio è entrato in funzione dal 24 maggio 2022.

## La stazione di Paddington nella fiction

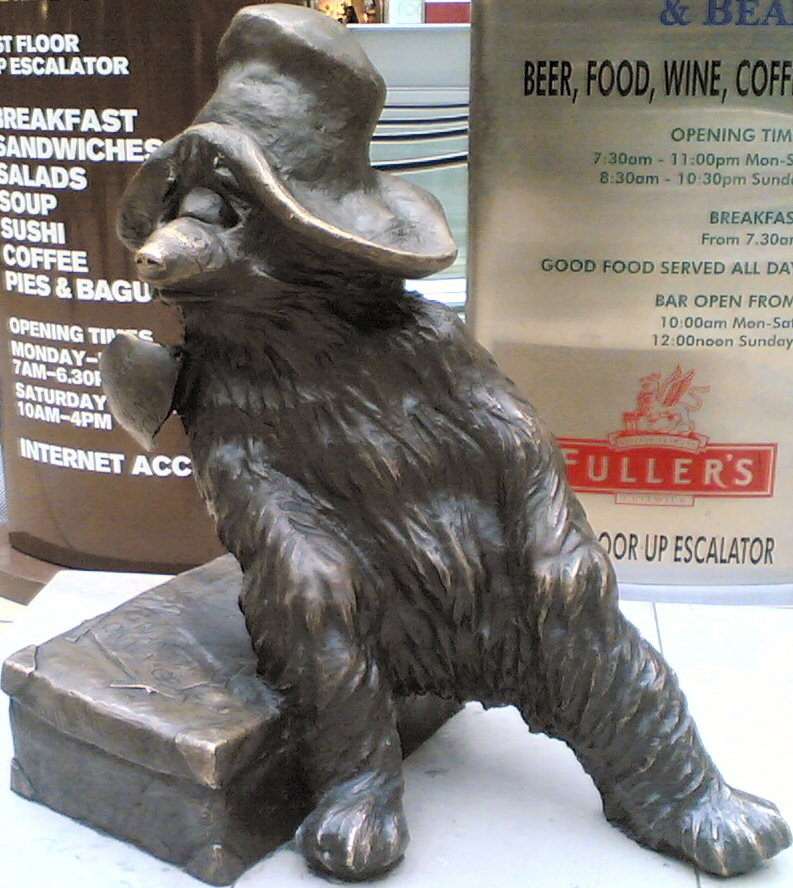
Statua di Orso Paddington

Il personaggio della letteratura per bambini Paddington Bear, ha preso il nome dalla stazione di Paddington. Nella serie di libri che lo riguardano, egli è stato trovato alla stazione di Paddington da una famiglia inglese. Egli proveniva dal Perù ed aveva un'etichetta legata al polso con su scritto "per favore aiutate quest'orso, grazie". Nella realtà esiste una statua di Paddington Bear nella Hall della stazione.

## Galleria d'immagini

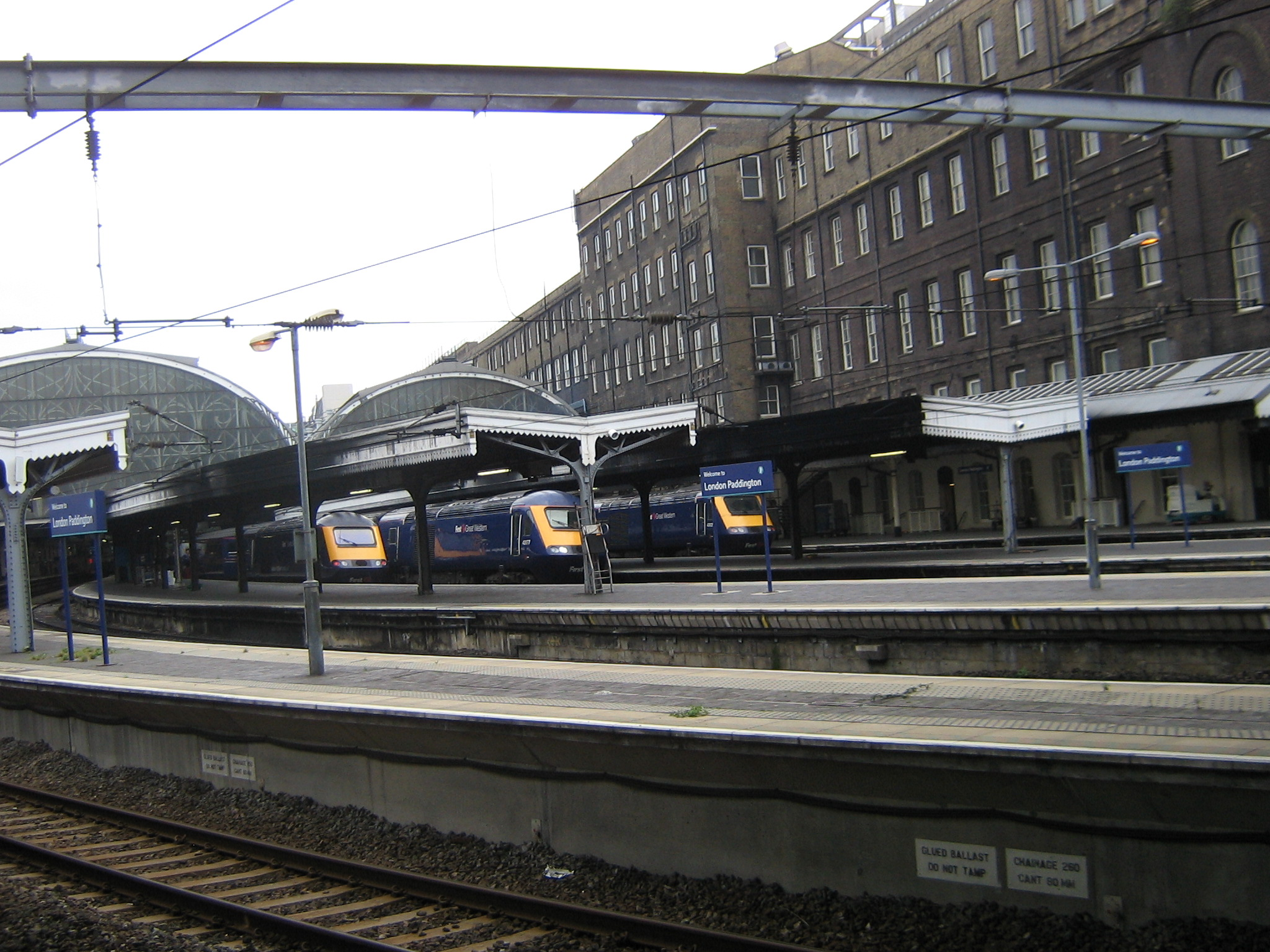
Banchine 1, 2 e 3 con treni First Great Western(ora Great Western Railway) per l'ovest dell'Inghilterra e il Galles.
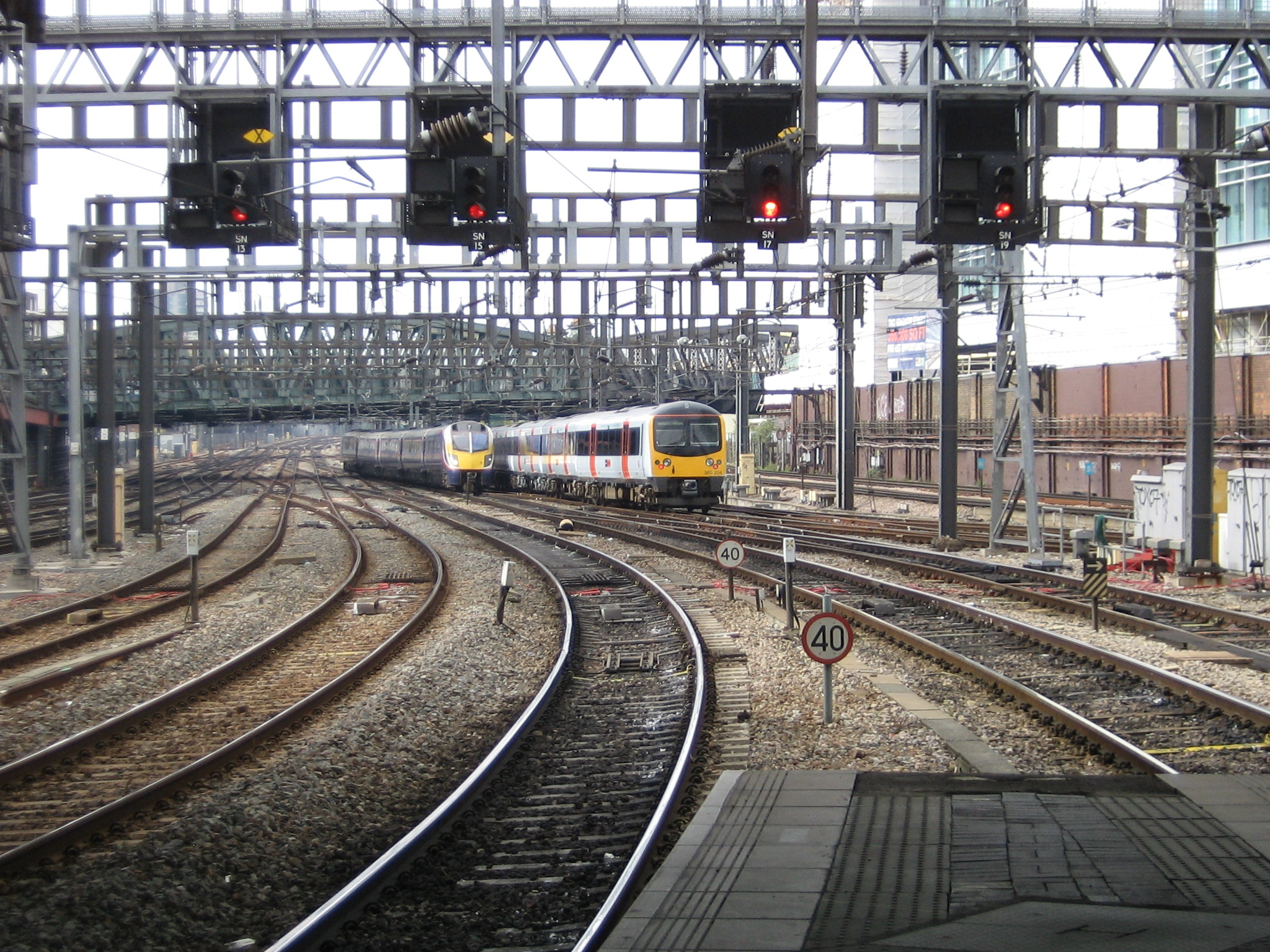
First Great Western (treno locale, ora Great Western Railway) e Heathrow Connect (ora Tfl Rail) passano per Paddington.